# Guild of Television Producers and Directors Awards de 1955
Os Prêmios Guild of Television Producers and Directors de 1955 foram entregues no Savoy Hotel em Londres. Esses foram os primeiros grandes prêmios de televisão do gênero no Reino Unido. Após a fusão do Guild com a British Film Academy, os prêmios mais tarde ficaram conhecidos como British Academy Television Awards (BAFTA TV Awards), sob o qual são dados até hoje.
As indicações não foram anunciadas, apenas vencedores em seis categorias.

## Vencedores
- Ator
  - Paul Rogers[1]
- Atriz
  - Googie Withers[2]
- Designer
  - Michael Yates[3]
- Personalidade
  - Sir Mortimer Wheeler[4]
- Produção
  - Christian Sampson[5]
- Escritor
  - Iain McCormack[6]
- Prêmio dos Escritores
  - Iain McCormack[7]